# Niels Damkjær
Niels Damkjær er dramaturg og maskemager. Han blev student i 1961 og tog eksamen i dramaturgi i 1966 fra Institut for dramaturgi på Aarhus Universitet. Niels Damkjær er gift med Mona Damkjær der også er maskemager.

## Studier i italiensk. Latinamerikanske studier
Han har studeret italiensk og været på studieophold på Universidade Federal da Bahia, Brasilien, derefter blev han i 2006 cand.mag. med latinamerikanske studier som hovedfag på Aarhus Universitet.

## Undervisningsopgaver
Han har undervist i dramaturgi på en række uddannelsesinstitutioner i Danmark og Norge og deltaget i teaterworkshops i Norge, Italien, Portugal og Brasilien. I Portugal , nærmere bestemt i Sintra ( Quinta das Murtas ) i de tidlige årene av det tjueførste århundre , på invitasjon fra Sabugo Joze av beskylder Gruppe Sintra Theatre , Niels Damkjær regissert en Teaterworkshoppen: heter Ideer og strukturer , drama , fra historien " Den ekspeditrise kamper " HC Andersen, besøkte Portugal ( Lisboa, Sintra , Setubal, Palmela ...) i 1866 på invitasjon fra den O'Neill familien. Han er intitiativtager til internationalt samarbejde mellem unge teaterfolk inden for EU-programmet Kalaidoskopet mellem Danmark, Norge, Italien og Portugal.

## Forfatter og oversætter
Niels Damkjær har forfattet hørespil til Danmarks Radio: Under fire øjne (udsendt 30. september 1975, Baden 21 kalder (udsendt 5. september 1976 og Kolde fødder – varme hjerter (udsendt 5. juli 1977), desuden har han skrevet komedien Nøglen, der havde premiere på Tidens Teater i Århus og København i 1980.
Han har skrevet artikler om dramaturgi og teaterforhold. Nogle af de vigtigste er: Skuepladsen – om sceneinstruktørens arbejde med teater, drama, 1994 og Teaterworkshoppen: ideer og strukturer, drama, 2004.
Han har oversat skuespil og fagbøger bl.a. Lystens regnbue og Teatret som krigskunst af Augusto Boal på Forlaget Drama.

## Iscenesættelser
Han har iscenesat mange forestillinger siden sin instruktørdebut i Vestergade 58 i 1966. I perioden 1968-1971 var han instruktør og skuespiller i Team Teatret, derefter på Svalegangen, Århus Teater, Odense Teater, Baggårdsteatret, Masken, og Kaskadeteatret. Han har også instrueret en række hørespil og TV-spil for Danmarks Radio.
Seneste instruktionsopgaver er En Landsbydegns Dagbog (2001) Under Elefanthud (2002), Stig Dalagers Øvelser i Ensomhed (2003 efter egen dramatisering af romanen), Hekseri og Maskerade (2004 efter egen bearbejdning af Holbergs tekster) og Holberg-forestillingen Niels Klims underjordiske rejse (2006) for Niels Andersen i Vandrefalken, det nuværende Holberg Teatret.

## Andre Holberg-aktiviteter
Han har bl.a. iscenesat Holbergs Jean de France og Det lykkelige Skibbrud i moderne versioner.
Derudover har han for Revyskolen i Norge og for teaterfestivalen i Santarêm, Portugal, instrueret Holbergs Hexerie eller Blind Allarm.
Han er én af initiativtagerne til Holberg Teatret i Kalundborg.